# Efraim Almgren

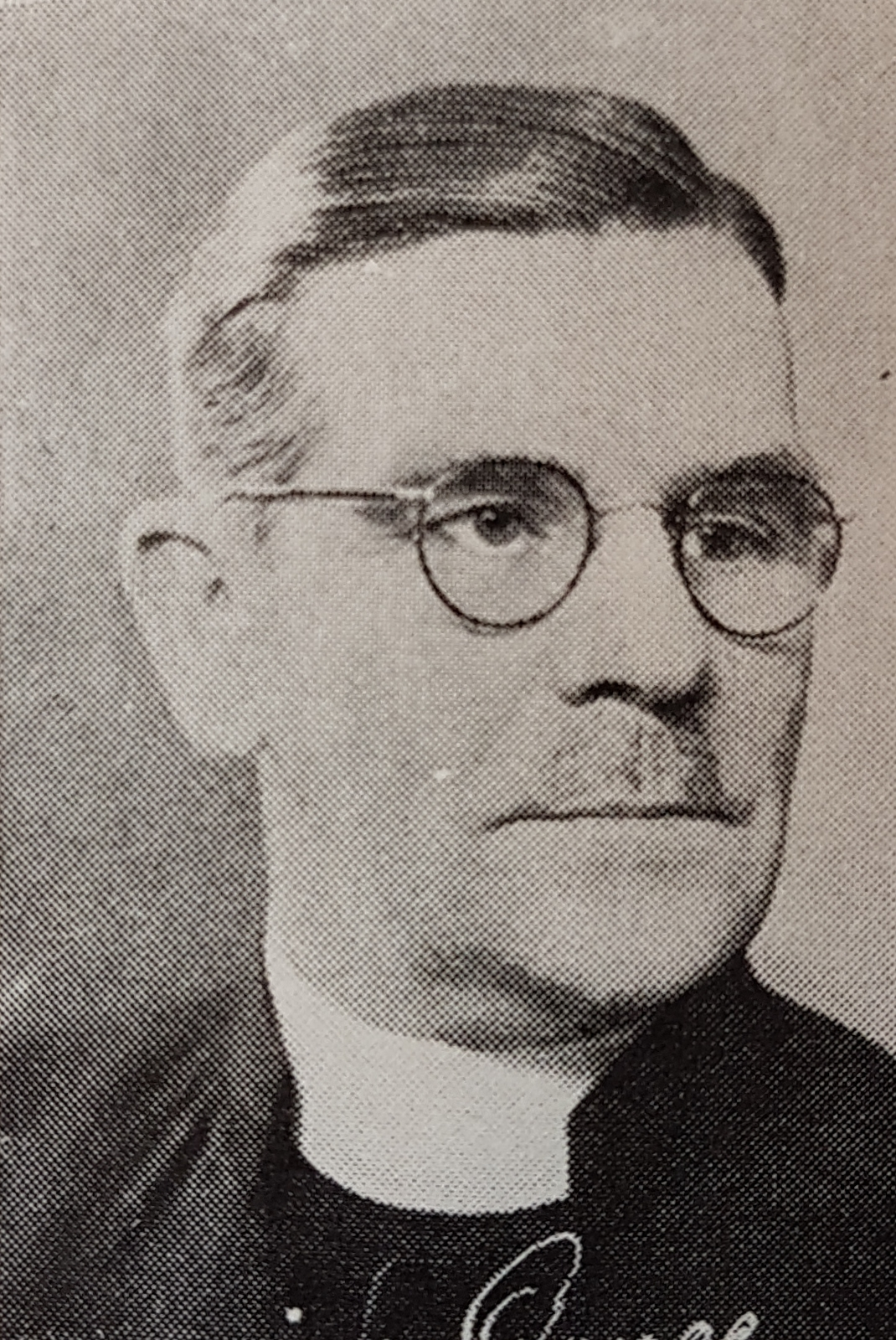
Efraim Almgren

Karl Efraim Almgren, född 31 mars 1890 i Uppsala, död 10 februari 1975 i Oscars församling i Stockholm, var en svensk metodistpastor.
Han var son till byggmästaren Anders Petter Almgren och Charlotta Wennberg samt från 1929 gift med Agnes Märta Lange. Efter avslutade läroverksstudier studerade han dekorationskonst i Berlin 1911, han genomgick Metodistkyrkans teologiska skola i Uppsala 1912–1916 och var därefter pastor i Rönneshytta-Skyllberg 1916–1918. Därefter tjänstgjorde han i bland annat Alingsås, Borås, Östersund, Västervik och Göteborg. Han var sedan 1937 redaktör för Metodistkyrkans tidningar och medverkade med artiklar i dagspressen. Som författare utgav han bland annat Altargördeln och offerlampan  samt Hur templet byggdes. Almgren är begravd på Skogskyrkogården i Stockholm.